# Березняковский
Березняковский — упразднённый посёлок находившаяся в подчинении Центрального административного округа городского округа город Тюмень Тюменской области. В 2013 году включен в состав города и исключен из учётных данных.

## География
Расположен к западу от Тюменской окружной дорогой.

## История
Возник в 1947 году как посёлок подсобного хозяйства Тюменского управления торговли. В 1952 году хозяйство было преобразовано в совхоз № 1 Тюменского треста столовых.

## Население
| 1989 | 2002  | 2010  |
| ---- | ----- | ----- |
| 1370 | ↗1438 | ↗2037 |

Национальный состав
Согласно результатам переписи 2002 года, в национальной структуре населения русские составляли 81 %